# خوان فرنانديز مورا
خوان فرنانديز مورا (بالإسبانية: Juan Mora Fernández)‏ (و. 1784 – 1854 م) هو سياسي من كوستاريكا ولد في سان خوسيه، كوستاريكا.
تولى منصب قائمة رؤساء كوستاريكا (1825–1833) .